# Shuozhou
Shuozhou is een stadsprefectuur en stad in de noordelijke provincie Shanxi, Volksrepubliek China. Shuozhou heeft 1,41 miljoen inwoners, waar 380.000 inwoners in de centrale stad. 

## Toerisme
Westerse toeristen komen zelden naar deze buurt van China. Er zijn wel een paar toeristische attracties, zoals de Yingzian-toren. Een toren gebouwd in 1056. Er zijn ook een paar ruïnes en historische graven van de Yi.